# Carlo Bergoglio
Carlo Bergoglio, noto anche con lo pseudonimo di Carlin (Torino, 1º aprile 1895 – Torino, 25 aprile 1959), è stato un giornalista, scrittore e disegnatore italiano.

## Biografia
Orfano del padre a sette anni, si trasferì con la madre in un paese della provincia, Cuorgnè, nella casa di uno zio marmorista, e nella sua bottega comincia ad appassionarsi all'arte. Esordì nel 1912 come caricaturista per il Guerin Sportivo. Dopo la prima guerra mondiale (fu ufficiale di fanteria) collaborò assieme a intellettuali come Attilio Mussino e Angiolo Silvio Novaro con la rivista torinese d'ispirazione cattolica Cuor d'oro (1922-1926) e riprese l'attività al Guerin, diretto da Giulio Corradino Corradini, di cui diventò inviato e caporedattore. Seguì particolarmente il ciclismo e il calcio; ritrasse numerosi ciclisti e ideò, nella rubrica L'araldica dei calci, apprezzate mascotte delle squadre di il calcio italiane, simbologia utilizzata ancora oggi da società, giornalisti e tifoserie.
Nel 1945 lasciò il Guerin e accettò l'offerta di Renato Casalbore, che lo nominò vicedirettore del neonato Tuttosport. Scrisse le prefazioni ai libri di Alfredo Binda Le mie vittorie e le mie sconfitte (1931), di Fulvio Bernardini Dieci anni con la nazionale (1946) e di Giampiero Boniperti La mia Juventus. Pubblicò anche due libri: nel 1929 Dalli all'arbitro! Abbecedario del perfetto tifoso e nel 1946 Vita segreta dei giri d'Italia. Nel 1949 sostituì Casalbore, scomparso nella tragedia di Superga, alla direzione di «Tuttosport». Morì improvvisamente nel 1959 a Torino; gli furono intitolate la Pinacoteca comunale e il campo sportivo di Cuorgnè.
Nel 1948 in occasione del 50º anniversario della FIGC fu insignito del titolo di pioniere del calcio italiano.